# 藤田级数
藤田級數是一個用來量度龍捲風強度的標準，由芝加哥大學的美籍日裔氣象學家藤田哲也於1971年所提出。
藤田級數實際提出時共分十二級，但由於氣象及物理上的預測，龍捲風不可能到達F6級。
多年以來，有一種誤導，認為奧克拉荷馬1999年5月3日的龍捲風是F6級，實際上，由現場親身經歷者所述，以及美國NOAA的正式確認，那一場龍捲風不可能是F6級，但是事發當時現場電視台確實報導發生超過318mph的風速，兼之以當時的龍捲風破壞力確實很大，故有此誤解。

## 等级表
| 等级 | 风速    | 风速    | 出现几率 | 受害状况 |
| 等级 | mph     | km/h    | 出现几率 | 受害状况 |
| F0   | 40–72   | 64–117  | 80％     | 程度轻微。表现为：烟囱，树枝折断，根系浅的树木倾斜，路标损坏等。 |
| F1   | 73–112  | 118–180 | 40％     | 程度中等。表现为：房顶被掀走，可移动式车房被掀翻，行驶中的汽车刮出路面等。 |
| F2   | 113–157 | 181–253 | 20％     | 程度较大。表现为：木板房的房顶墙壁被吹跑，可移动式车房被破坏，货车脱轨或掀翻，大树拦腰折断或整棵吹倒。轻的物体刮起来后像导弹一般，汽车翻滚。                                                                                |
| F3   | 158–206 | 254–332 | 5％      | 程度严重。表现为：较结实的房屋的房顶墙壁刮跑，列车脱轨或掀翻，森林中大半的树木连根拔起。重型汽车刮离地面或刮跑。 |
| F4   | 207–260 | 333–418 | 1％      | 破坏性灾害。表现为：结实的房屋如果地基不十分坚固将刮出一定距离，汽车像导弹一般刮飞。 |
| F5   | 261–318 | 419–512 | ＜1％    | 毁灭性灾难。表现为：坚固的建筑物也能刮起，大型汽车如导弹喷射般掀出超过百米。树木刮飞。是让人难以想象的大灾难。电影《龙卷风》（Twister）中将F5级龙卷风称为「上帝之指」，意指上帝用其手指翻弄地球。总之，其横扫之处无所幸免。 |